# Сон Дже Гин
Сон Дже Гин (кор. 송재근) — південнокорейський ковзаняр, спеціаліст з бігу на короткій доріжці, олімпійський чемпіон, чемпіон світу та призер чемпіонатів світу.
Золоту олімпійську медаль та звання олімпійського чемпіона Сон здобув разом із товаришами з південнокорейської команди в естафеті на 5000 м на Альбервільській олімпіаді 1992 року.

## Зовнішні посилання
- Досьє на www.sports-reference.com [Архівовано 15 грудня 2012 у Wayback Machine.]

## Виноски
1. ↑  Albertville 1992 Official Report (PDF). Le Comite d'Organisation des Jeux Olympiques Albertville. LA84 Foundation. 1992. Архів оригіналу (PDF) за 26 лютого 2008. Процитовано 16 січня 2014. [Архівовано 26 лютого 2008 у Wayback Machine.]